# Wuestenstrom
Wuestenstrom (дословно: Ручей в пустыне) — христианская евангельская организация в Германии, организующая консультации, семинары и группы само- и взаимопомощи для людей, имеющих проблемы с сексуальной или половой идентичностью. Организация получила широкую известность в связи со своей деятельностью, основанной на положении о том, что гомосексуальность не является одним из качеств личности, но является симптомом глубокого внутреннего психологического конфликта и поэтому поддаётся терапии и изменению. В связи с этим Wuestenstrom причисляется к организациям движения экс-геев.

## Направления работы
Деятельность организации сосредоточена в трёх основных направлениях:
- Группа само- и взаимопомощи для лиц, имеющих проблемы со своей сексуальностью или половой принадлежностью, а также для лиц, имеющих сексуальные психологические травмы или проблемы со способностью завязывать длительные отношения.
- Консультационная работа — индивидуальные и групповые семинары для лиц, испытывающих проблемы с собственной сексуальностью или неуверенность в своей идентичности.
- Консультации по вопросам гомосексуальности для лиц, желающих избавиться от гомосексуальности и изменить свою сексуальную ориентацию.

## История
Организация была основана Гюнтером Баумом (нем. Günter Baum) в 1990 году. Однако уже в 1995 году Бауму пришлось уйти из организации по причине «рецидива», после чего он смирился со своей гомосексуальностью и основал в Берлине организацию Zwischenraum, целью которой стала помощь гомосексуальным христианам в осознании и принятии себя. После ухода Баума из Wuestenstrom организацию возглавил Маркус Хоффман (нем. Markus Hoffmann).
Гюнтер Баум сегодня вновь является открытым геем и живёт с мужчиной. В 2000 году в интервью газете Basler Zeitung он отметил: «я стоял перед выбором: либо жить набожной и асексуальной жизнью и быть невротиком, либо принять свою гомосексуальность и быть психически здоровым». Тем не менее он признался, что, возможно, по его мнению, некоторым гомосексуалам эта организация и могла бы помочь измениться.
Созданная Баумом в 1995 году организация Zwischenraum (дословно: Промежуточное пространство) представляет собой организацию само- и взаимопомощи для гомосексуальных христиан, принадлежащих к числу евангельских христиан, пиетистов и харизматов. Организация предлагает информационные консультации и группы взаимопомощи, являясь частью движения экс-экс-геев. Zwischenraum предоставляет место для встреч гомосексуальных христиан различных конфессий, убеждённых в том, что гомосексуальность может сочетаться с религиозностью и благочестием и критикует деятельность различных организаций движения экс-геев. 
В 2004 году был образован филиал Wuestenstrom в Швейцарии.